# مسئله شرق

امپراتوری عثمانی در اوج دوران قدرتش (۱۶۸۳)، کنترل قلمروهایی در خاور نزدیک و شمال آفریقا و همچنین مرکز و جنوب‌شرق اروپا را در دست داشت.

در تاریخ دیپلماسی، مسئله شرق (انگلیسی: Eastern Question) مسئله‌ بی‌ثباتی سیاسی و اقتصادی در امپراتوری عثمانی از قرن ۱۸ تا ابتدای قرن ۲۰ همزمان با اوج‌گیری رقابت میان قدرت‌های بزرگ و رشد اندیشه‌های ناسیونالیستی است. قدرت امپراتوری عثمانی از میانه قرن ۱۸ رو به زوال رفت تا امپراتوری را «مرد بیمار اروپا» را توصیف کنند. مسئله شرق شامل عناصر بی‌شماری است که به یکدیگر مرتبط هستند: شکست‌های نظامی پی‌درپی عثمانی، ورشکستگی اقتصادی و زوال ساختاری، شکست اصلاحات جدید، ظهور ناسیونالیسم قومی و مذهبی و ….

## مرحله دوم

### بحران بالکان
با وجود حوادث سیاسی اروپا پس از صلح فرانکفورت و کنگره برلین و دعوی ــ هرچند ظاهری ــ دولت‌ها دربارهٔ تلاش برای صلح در اروپا، در سال ۱۸۷۵ بحران دیگری در شرق پدید آمد که این قدرت را در مرحله تازهٔ از «مسئله شرق» در مقابل یکدیگر قرار می‌داد. با تلاش و خیزش اقوام و ملت‌های تابع امپراتوری عثمانی (به‌خصوص خیزش علیه ترکان در هرزگوین و مقدونیه و مناطق بلغارنشین)، بار دیگر دعوی و رقابت‌های میان روسیه و اتریش بر سر بالکان آغاز گشت که نشان از آن می‌داد که علاقه این دو قدرت به منطقه بالکان کاسته نشده‌است. هرچند فرانسه و بریتانیا نسبت به این حوادث به‌نحوی بی‌توجه بودند تا آن که پس از سرنگون‌شدن عبدالعزیز یکم، سلطان عثمانی، و به قدرت رسیدن مراد پنجم و در ادامه عبدالحمید دوم و لغو بهره به وام‌های کلان کشور فرانسه و بریتانیا، واکنش این دو کشور نیز برانگیخته شد تا مسئله شرق بیش از پیش مطرح شود. در این مسئله هریک از قدرت سیاست خاص به خود را نسبت به عثمانی در پیش بگیرند: روسیه، تجزیه عثمانی برای بازشدن مسیرش به سمت بالکان؛ آلمان، نقش میانجی برای نپاشیدن اتحاد سه امپراتور؛ اتریش-مجارستان، مقابله با اهداف و برنامه روسیه در بالکان؛ و فرانسه و بریتانیا، نیز با توجه با اهداف خود (انتقام از آلمان و مقابله با اهداف روسیه در بالکان)، از دخالت مستقیم در بحران شرق و عثمانی امتناع می‌کردند و خصوصاً بریتانیا خواستار حل بحران بالکان از طریق مذاکره شد.

### بحران در عثمانی

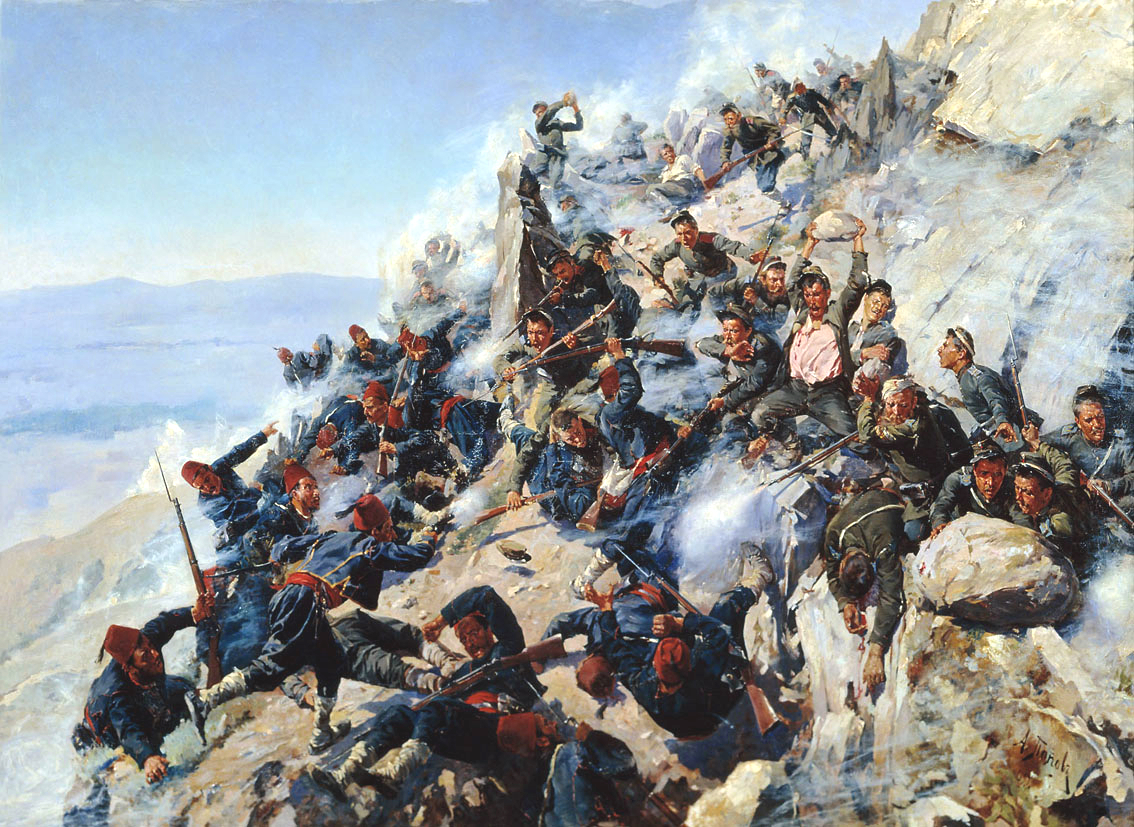
نبرد گذرگاه شیپکا، جنگ استقلال بلغارستان

بعد از شکست صربستان از عثمانی، با وجود تلاش آلمان برای ایفای نقش میانجی و همچنین توافق میان روسیه و اتریش بر سر بالکان، روسیه یک ماه پس از صلح میان امپراتوری عثمانی با صربستان، به این مرد بیمار اروپا در سال ۱۸۷۷ اعلان جنگ کرد تا بحران تازه‌ای را به وجود آید.
در این جنگ، کشورهای بالکان همچون صربستان، رومانی، مونته‌نگرو و بلغارها (معروف به ائتلاف ارتدوکس) به سرعت وارد جنگ شدند. با پیروزی روسیه در نبرد صوفیه و تسخیر این شهر و حرکت نیروهای ائتلاف ارتدوکس به سمت قسطنطنیه، امپراتوری عثمانی خواستار توقف جنگ و صلح شد که منتهی به پیمان سن‌استفانو در سال ۱۸۷۷ شد که می‌توان مهم‌ترین مفاد آن را چنین برشمرد: به رسمیت شناختن استقلال رومانی، صربستان و مونته‌نگرو و بلغارستان توسط عثمانی؛ واگذاری مناطقی همچون دیبروجا در جنوب دلتای دانوب و چند شهر در قفقاز را به روسیه. با این حال مفاد این قرارداد سبب نگرانی بیش از پیش برخی کشورهای بالکان (صربستان و یونان از قدرت‌گیری بلغارستان بیم داشتند) و قدرت‌های اروپایی به‌خصوص اتریش-مجارستان و بریتانیا شد که نگران تسلط کامل روسیه بر بالکان بودند. در اینجا بود که آلمان با عنوان «دلال آشکار» کنگره برلین را در ژوئن ۱۸۷۸ برگزار کرد که در آن ۷ قدرت اروپایی ــ روسیه، عثمانی، اتریش-مجارستان، فرانسه بریتانیا، ایتالیا و آلمان ــ حضور داشتند.

### کنگره برلین
کنگره سال ۱۸۷۷ برلین ــ که سومین بخش از مسئله شرق بود ــ تلاشی بود برای تعیین سرنوشت امپراتوری عثمانی. طبق این کنگره توافق شد که استقلال مناطقی همچون رومانی، مونته‌نگرو و صربستان به رسمیت شناخته شود، اما حدود و ثغور بلغارستان کوچک‌تر از آن چیزی شد که روسیه در پیمان سن‌استفانو ترسیم کرده بود و همچنین مقرر شد بلغارستان به عنوان شاهزاده‌نشین خودمختار تابع امپراتوری عثمانی شناخته شود تا مانع تسلط کامل روسیه بر بالکان شود. همچین قبرس به بریتانیا واگذار شد و دست اتریش-مجارستان و فرانسه برای اشغال بوسنی و بخش‌هایی از تونس باز گذاشته شد و مابقی مناطق همچون مقدونیه نیز به عثمانی برگردانده شد و تنها ایتالیا و آلمان از این پیمان دست‌خالی بازگشتند.
نکته‌ای که این کنگره و پیمان حاصل از آن بر همگان آشکار کرد این بود که آرمان‌های ناسیونالیستی ملت‌های بالکان قربانی خواسته و اهداف قدرت بزرگ شده‌است و بار دیگر آتشفشان بالکان با شدت بیشتری فوران خواهد کرد. همچنین تلاش اروپاییان برای تجزیه عثمانی و سرخوردگی بیش از پیش این امپراتوری سبب شد تا این کشور توافقات خود را با کشورهای بزرگ اروپا همچون بریتانیا و فرانسه و همچنین قانون اساسی غربی امپراتوری زیر پا بگذارد و با کمک آلمان دست به سازماندهی نظامی خود بزند. روسیه نیز که در جریان این کنگره شکست خورده بود، علاوه بر اتریش-مجارستان، از آلمان نیز به دلیل حمایت از پیمان برلین گله‌مند بود و «اتحاد سه امپراتور» بیش از پیش در معرض فروپاشی قرار داشت و سبب شد تا روسیه بیش از پیش به سمت فرانسه رود. آلمان نیز با توجه به مسئله بالکان و خیزش ملت‌ها که علاوه بر عثمانی دامن متحد اصلی‌اش، اتریش-مجارستان، را درگیر کرده بود، ناگریز به حمایت از اتریش می‌پرداخت که منجر به منزوی کردن بیش از پیش روسیه در پیمان سه امپراتور می‌شد تا آن که روسیه از این پیمان کناره‌گیری کرد تا بدین ترتیب سیستم دوم بیسمارک شکست بخورد. بریتانیا پس از این پیمان قدرت دریایی خود را در شرق مدیترانه حفظ کرد و فرانسه توانست از انزوای خود در اروپا خارج شود و درهای تازه‌ای را به سوی دیپلماسی و سیاست استعمارگری خود باز کند.

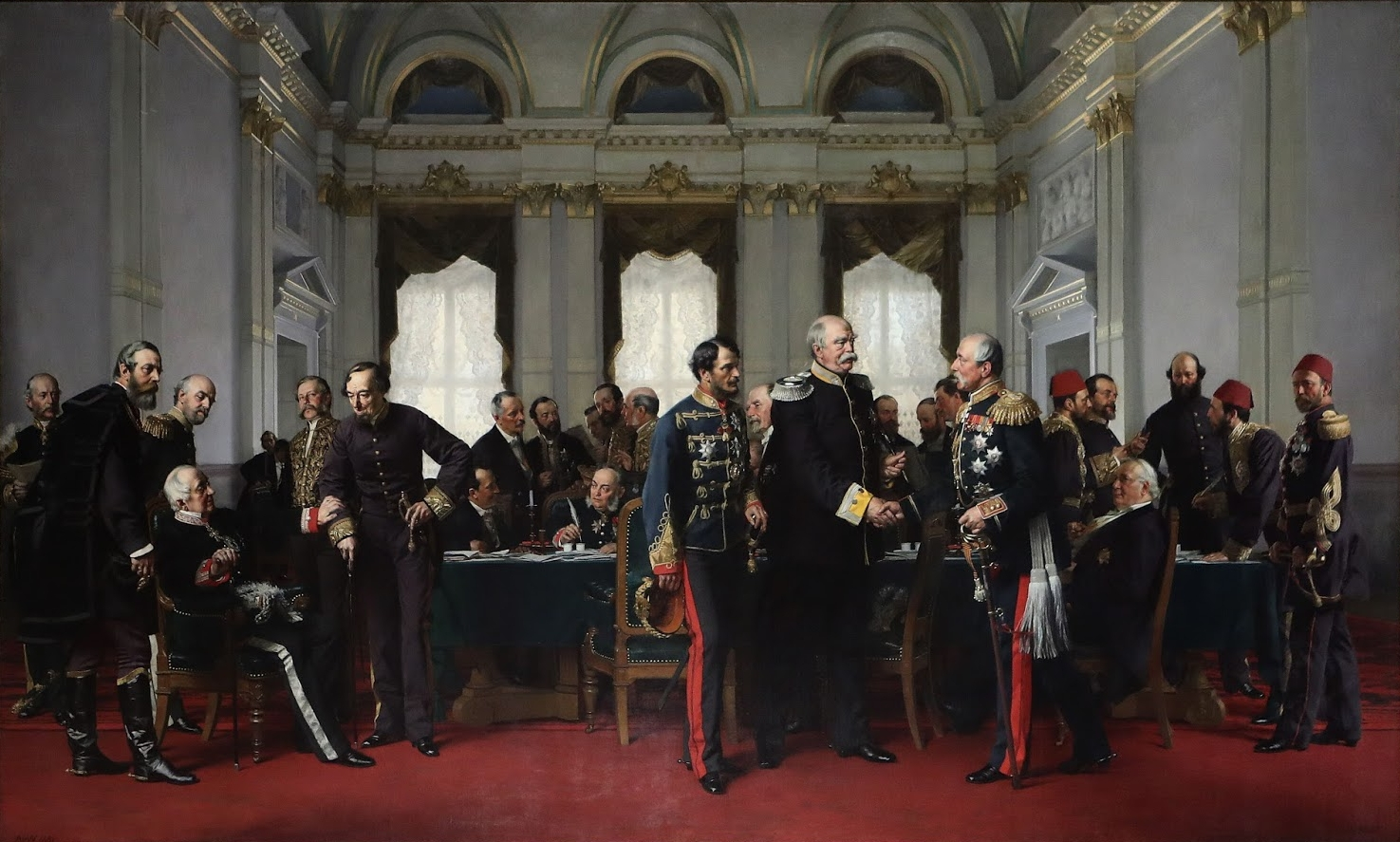
کنگره برلین

### بلغارستان
با توجه به خروجی پیمان برلین مشخص است که از این زمان کانون اصلی آشوب مسئله شرق بلغارستان است. با وجود تلاش‌های روسیه از طریق نفوذ غیرمستقیم در شاهزاده‌نشین بلغارستان، این سیاست روسیه با شکست روبه‌رو شد؛ با انتخاب الکساندر باتنبرگی ــ که در آلمان تحصل کرده بود ــ گرایش بلغارستان به آلمان رشد و ظهور کرد که خود منجر به ناسیونالیست ضدروسی شد. این اتفاق سبب تغییر مهمی در نگرش سیاسی نسبت به بالکان در غرب اروپا شد چراکه کشورهایی همچون بریتانیا که بیش از این برای مقابله با اهداف روسیه در بالکان، از عثمانی حمایت می‌کردند، ولی با یافتن سدی قدرتمند در مقابل روس‌ها همچون بلغارها، سیاست خود را به حمایت از ناسیونالیسم بالکان تغییر دادند. اهمیت این تغییر سیاست را می‌توان در ماجرای روملیای شرقی مشاهده کرد که سبب قدرت‌یافتن بیش از پیش بلغارستان و عقب‌نشینی روسیه در مقابل با این شاهزاده‌نشین شد که دست روسیه را بیش از پیش از بالکان دور می‌کرد؛ بنابراین روسیه سیاست خود را به سیبری، خاور دور و چین معطوف کرد و از خواسته و سیاست خود در خاور نزدیک و بالکان عقب‌نشینی کرد. هرچند اختلافات میان ملت‌های بالکان، به‌خصوص بلغارستان و صربستان عمق پیدا کرد.
این وضعیت در بالکان علاوه رضایت بریتانیا و اتریش-مجارستان، سبب رضایت آلمان شده بود و توانست به کمک این مسئله «معاهده ضمانت متقابل» را با روسیه منعقد کند که تلاشی بود از جانب آلمان برای مقابله با فرانسه. در عوض آلمان متضمن حمایت از منافع روسیه در بالکان شد اما ائتلاف دفاعی آلمان با اتریش، نشانگر وعده‌های تو خالی آلمان به روسیه بود که امپراتوری روسیه به نزدیکی با فرانسه ــ که در این در ساخت راه‌آهن سیبری به روسیه کمک مالی می‌کرد ــ ترغیب می‌کرد. با این حال با به قدرت رسیدن ویلهلم دوم در آلمان، ضمن سیاست جدیدش در ماورای‌بحار و رقابت‌های استعماری، سیاست خارجی بیسمارک در رابطه با روسیه علناً کنار گذاشت و در سال ۱۸۹۰ وی خواهان ائتلافی با همراهی اتریش و بریتانیا علیه روسیه شد؛ و روسیه نیز در سال ۱۸۹۳ به‌طور رسمی با فرانسه ائتلاف کرد.

### ارمنی‌ها و یونانیان
علاوه بر مسئله بلغارستان، دو جریان دیگر نیز از دل مسئله شرق به وجود آمد که با سیاست‌هاای امپراتوری عثمانی مرتبط بود: ارمنی‌ها و یونانیان. پس از پیمان برلین، عثمانی تعهد داد که رفتار بهتری را نسبت ارمنی‌ها در پیش بگیرد. ارمنی‌ها با در نظر گرفتن حمایت دولت‌های غربی تلاش خود را برای استقلال آغاز کردند. عبدالحمید که در این زمان از حمایت آلمان برخوردار بود، سیاست مهاجرت اجباری، نسل‌کشی و پاکسازی قومی را برای ارمنی‌های مسیحی در پیش گرفت. با وجود مخالفت‌های بریتانیا و فرانسه، آلمان و اتریش-مجارستان دست سلطان عثمانی را برای پیشبرد اهداف سرکوب‌گرایانه خود ادامه دادند که این رویگردانی عثمانی از کشورهای بریتانیا و فرانسه دال بر اتکای امپراتور عثمانی به حمایت آلمان بود که اوج آن را در توافق ساخت راه‌آهن بغداد ـ برلین مشاهده کرد.
پادشاهی یونان که قدیمی‌ترین جنش ناسیونالیستی علیه عثمانی بود، پس از پیمان برلین، از نتایج ناراضی بود چراکه خواهان مناطقی همچون تسالی و اپیروس بود که این اتفاق مسیر نشده بود، اما طی قراردادی توانست کنترل این مناطق را به دست بگیرد. بحران از آن زمانی آغاز گردید که شورشی در جزیره کرت رخ داده بود و پادشاه یونان سپاهی را برای آرام کردن شورش به این جزیره فرستاد. این اتفاق سبب بروز درگیرهای مرزی میان یونان و عثمانی شد که در نهایت سلطان عثمانی اعلام جنگ نمود. ارتش عثمانی توانست از ناآماده بودن سپاه یونان استفاده کرده و آن کشور را در چندین نبرد شکست دهد و در نهایت معاهده صلح قسطنطنیه امضا شد؛ یونان مجبور به پرداخت غرامت و اعطای مناطقی در تسالی به عثمانی شد. با این حال هر دو کشور نتوانستند کرت را به دست بیاورند و این منطقه تحت فشار دولت‌های اروپایی به جزیره‌ای خودمختار مبدل شد.
تمامی این اتفاقات و بحران‌ها در اواخر قرن ۱۹ و ابتدای ۲۰ نشان از آن بود که مرد بیمار اروپا محکوم به فروپاشی است، چراکه امپراتوری عثمانی حوزه قدرت خود را در بالکان و شمال آفریقا از دست داده و سیاست داخلی و خارجی این امپراتور منجر به حمایت دولت‌های اروپایی از جنبش‌های ناسیونالیستی در درون قلمرو باقی مانده این امپراتوری شده بود. این شرایط منجر به انقلاب ترکان جوان در سال ۱۹۰۸ شد که عبدالحمید دوم را سرنگون کرد.

#### ترکان جوان

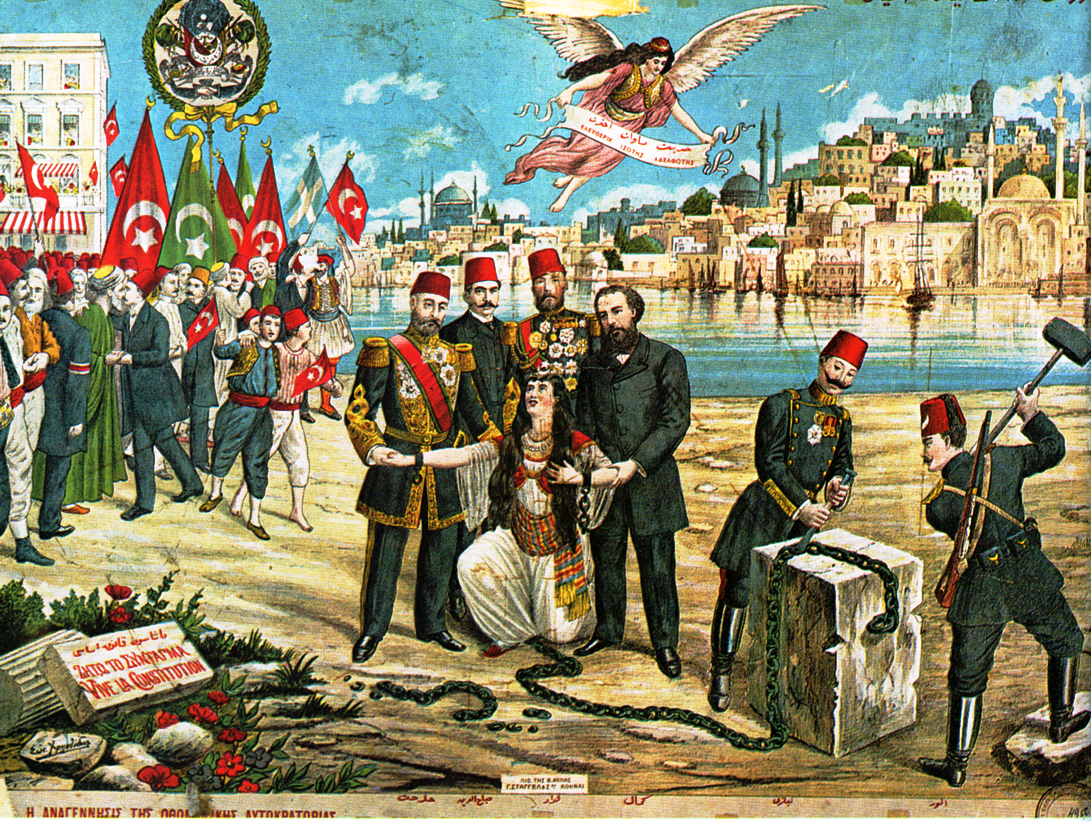
تصویری از شعارهای تحولات در زمان ترکان جوان آزادی، برابری، برادری (حریت، مساوات، اخوت)

این انقلاب که شبیه به جنبش‌های انقلابی سال‌های ۱۹۰۴–۱۹۰۵ روسیه بود، در میان ترک‌های جوان شکل گرفت که از حامیان پرشور ملی‌گرایی و غربی‌شدن عثمانی بودند که سلطان عثمانی مانع از اجرای آن بود. این جنبش توانست با کمک سپاهیان ناراضی سلطان عثمانی را به سلطان مشروطه تبدیل کند. اما تلاش‌های سلطان عثمانی برای اجرای ضدانقلابی منجر به عزل وی شد و برادرش محمد پنجم وی جانشین وی شد. با وجود شعارها و سیاست‌های ترکان جوان در ابتدا انقلاب، آنها همچون سلف قبلی خود سیاست سرکوب‌گرایانه را نسبت به اقوام مختلف در پیش گرفتند.
در این شرایط و پیامد نخست این حادثه این بود که امپراتوری اتریش-مجارستان، بوسنی را که براساس پیمان برلین صرفاً اداره می‌کرد، به خاک خود ضمیمه کرد. این اتفاق منجر شد که صربستان با توجه به دعوی خود بر بوسنی، دشمنی خشن‌تری را در مقابل با اتریش-مجارستان به خود بگیرد. بلغارستان نیز با توجه به شرایط داخلی عثمانی، بخشی از قلمروی خود را از امپراتوری عثمانی بازپس‌گرفت و خود را به عنوان پادشاهی مستقل اعلام کرد. با وجود نقض آشکار پیمان برلین کشورهای اروپایی اقدامی در مقابله با این جریان‌ها در پیش نگرفتند؛ و تنها خروجی این اتفاقات نزدیکی مجدد روسیه با بلغارستان بود.
پیامد دوم انقلاب ترکان جوان، اشغال لیبی به‌دست ایتالیا در سال ۱۹۱۱ میلادی بود که در این ایتالیا در کنار فرانسه مدعی مناطقی از شمال آفریقا بود. فرانسه نیز دست ایتالیا را برای این عمل باز گذاشت اما با مقاومت ترک‌ها در لیبی، پیشروی ایتالیا در این منطقه به کندی پیش می‌رفت و حتی احتمال شکست ایتالیا نیز می‌رفت تا آن که ترک‌ها به دلیل شرایط بالکان تن به واگذاری تریپولی به ایتالیا شدند و بدین ترتیب بخشی دیگر از امپراتوری عثمانی از آن جدا شد.

### جنگ‌های بالکان ۱۹۱۲–۱۹۱۳

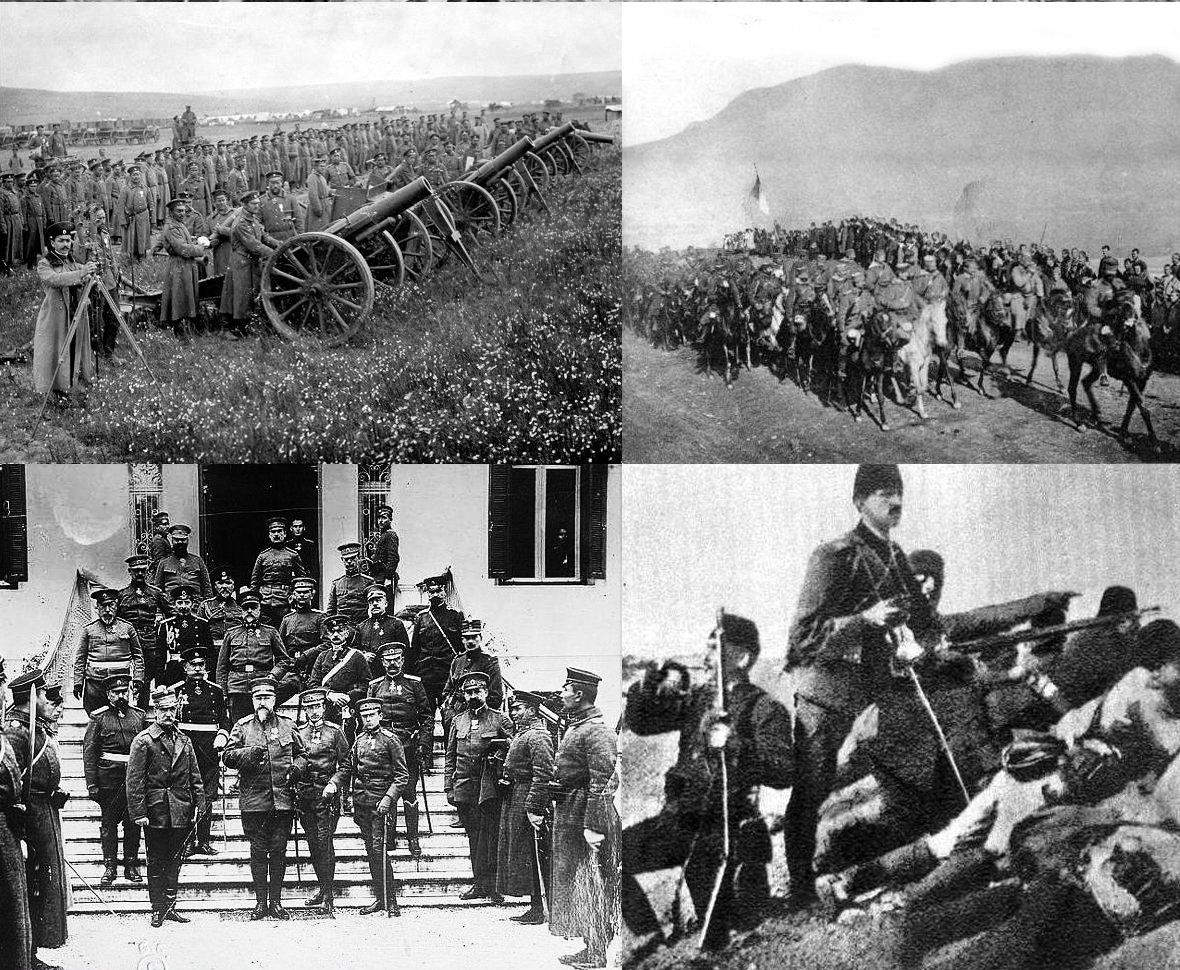
جنگ نخست بالکان

سومین پیامد انقلاب ترکان جوان ــ مهم‌تر از دو پیامد مزبور ــ شروع جنگ دیگری در بالکان بر سر موضوع مقدونیه بود که در جریان کنگره برلین حل توافقی مشخص بر سر آن حاصل نشده بود. با به قدرت رسیدن ترکان جوان، تلاش آنها برای پیاده‌کردن سیستم ناسیونالیستی‌تر (حقوق عرفی، زبان ملی و خدمت اجباری سربازی) از سلطان معزول سبب شد تا ناگریز اختلافات اقوام و ملت‌های مختلف برای استقلال آغاز شود. مخالفت ترکان با این ماجرا سبب شد تا آغاز جنگ جدیدی در بالکان اجتناب‌ناپذیر باشد. با اعلان جنگ مونته‌نگرو و در ادامه بلغارستان، یونان و صربستان به امپراتوری عثمانی، اتحادیه بالکان به سرعت تمامی نیروهای عثمانی در بالکان در هم شکست و آنها را عقب راند. این پیروزی که پیروزی جنبش‌های ناسیونالیستی بالکان بود، از نظر اتریش-مجارستان یک فاجعه بود چرا که امپراتوری آنها را نیز تحت شعاع قرار می‌داد با این حال در موقعیتی نبود که مانع از آن شود. با این حال این اتفاق خود منجر به چرخش موضع سیاسی در بالکان شد که اتریش-مجارستان حامی آلبانی برای مقابله با نفوذ صربستان شد. روسیه نیز سیاست سخت در مقابل بلغارستان در پیش گرفت تا مانع از تسخیر قسطنطنیه توسط این کشور شود. با این حال شکست بلغارستان از آدیانوپل و تلاش بریتانیا برای صلح (نگران استفاده روسیه از شرایط به نفع خود برای تسلط قسطنطنیه و بالکان بود) منجر به معاهده لندن شد که نتایج جنگ را تثبیت کرد (نتوانست خنثی کند) اما استقلال آلبانی را به رسمیت شناخت.
با این حال اتحادیه بالکان پس از مدت کوتاهی درهم شکست چراکه اختلافات میان بلغارستان و صربستان بر سر مقدونیه و همچنین اختلافات یونان با بلغارستان بر سر مناطق اژه سبب شد تا جنگ میان بلغارستان در سک سمت و یوتان صربستان در سمتی دیگر آغاز شود. این شرایط فرصتی را به عثمانی و حتی رومانی داد تا بتواند برخی مناطق خود را از بلغارستان بازپس بگیرند و بلغار که قدرت کافی برای مقابله در برابر این شرایط را نداشتند، تن به صلح دادند و پیمان بخارست را امضا کرد که به موجب مناطق را به صربستان، یونان و حتی عثمانی (طی معاهده قسطنطنیه) استرداد کرد. معاهداتی که معاهده لندن را که تحت نظر قدرت‌های اروپا امضا شده بود، نادیده می‌گرفت. آنچه منجر به نگرانی قدرت‌های اروپایی و ناتوانی آنها برای پاسخ کرده بود، ترس‌شان از یکدیگر بود چرا که متوجه این امر شده بودند که در این صورت جنگ فراتر از دو جبهه آلمان - اتریش در مقابل فرانسه - روسیه خواهد بود.
می‌توان گفت که جنگ بالکان و شرایط پس از آن منجر به مبهم‌تر شدن صحنه سیاست بین‌المللی شد چرا که همگان مطمئن بودند که نتایج جنگ دوام نخواهد یافت: جنگ صربستان با اتریش بر سر بوسنی اجتناب‌ناپذیر به نظر می‌رسید؛ بلغارستان درصدد انتقام از همسایگان خود با همیاری و همکاری عثمانی و اتریش بود؛ روسیه که با زوال بیش از پیش عثمانی علاقه‌اش به مسئله بالکان دوباره شکل گرفته بود، درصدد اتحاد با رومانی و صربستان در مقابل با بلغارستان برآمده بود.